# Samuel Engblom
Samuel Engblom, född 9 september 1973 i Göteborg, är en svensk jurist och ämbetsman. Han är sedan 2024 stabschef och ställföreträdande Diskrimineringsombudsman. Åren 2021-2022 var han statssekreterare hos utbildningsminister Anna Ekström. 
Engblom växte upp i Göteborg, Falun, Växjö och Reykjavik. 1991 avlade han amerikansk studentexamen från AT Mahan High School i Keflavik. Samuel Engblom studerade vid Lunds universitet där han bland annat satt i styrelsen för Lunds studentkår. 1996–1997 var han vice ordförande i Sveriges Förenade Studentkårer (SFS).  1997-98 var Engblom politiskt sakkunnig hos dåvarande statsministern Göran Persson i Statsrådsberedningen.
I januari 1999 anställdes Samuel Engblom som forskningsamanuens på Juridiska fakulteten vid Lunds universitet inom ramen för forskningsprogrammet Norma under ledning av Anna Christensen och Ann Numhauser-Henning. Senare samma år avlade han en jur kand-examen och antogs till forskarutbildningen på Europeiska universitetsinstitutet i Florens.
Samuel Engblom disputerade 2003 med avhandlingen  Self-Employment and the Personal Scope of Labour Law: Comparative Lessons from France, Italy, Sweden, the United Kingdom and the United States. Hösten 2001 var han gästdoktorand på New York University School of Law och blev då ögonvittne till 11 september-attackerna mot World Trade Center.
Efter att under slutet av avhandlingstiden ha arbetat på FN:s arbetsmarknadsorgan ILO anställdes Engblom efter disputationen som analytiker på Arbetsmarknadsstyrelsen, AMS. Han blev senare biträdande analyschef på samma myndighet. 
2006 anställdes Samuel Engblom som jurist på Tjänstemännens centralorganisation, TCO. 2012 blev han chefsjurist och 2014 samhällspolitisk chef.
Under åren 2004-2021 undervisade Engblom periodvis i juridik på universiteten i Lund, Umeå och Örebro samt deltog i flera internationella forskningsprojekt, främst om arbetsrätt och migrationsrätt. 2018 blev han utnämnd till hedersdoktor vid Juridiska fakulteten i Lund.
I juni 2018 utsågs Samuel Engblom av regeringen till särskild utredare med uppdrag att se över regelverket för idéburna aktörers möjligheter att tillhandahålla välfärdstjänster. Utredningens betänkande, Idéburen välfärd SOU 2019:56, publicerades i december 2019. 2020 utsågs Engblom på nytt till särskild utredare, denna gång av sjuk- och aktivitetsersättningen samt förmåner vid rehabilitering. Utredningens betänkande, En sjukförsäkring med prevention, rehabilitering och trygghet SOU 2021:69 överlämnades till regeringen i augusti 2021. 
2019-2021 var Engblom ledamot av regeringens Nationella innovationsråd. Han har även varit ledamot, vice ordförande och ordförande i Regelrådet.
I december 2021 utsågs Samuel Engblom till statssekreterare i Utbildningsdepartementet med ansvar för högre utbildning, forskning och rymdfrågor.